# Tagebau Zwenkau
Der Tagebau Zwenkau (vormals Tagebau Böhlen) war ein Betrieb zur Gewinnung von Braunkohle im Mitteldeutschen Braunkohlerevier.

## Geografische Lage
Der Tagebau Zwenkau befand sich südlich der Stadt Leipzig und nördlich und östlich des namensgebenden Orts Zwenkau. Das Gebiet des Tagebaus liegt heute teilweise auf dem Gebiet der Stadt und des Landkreises Leipzig. Es gehört zum Bergbaurevier Südraum Leipzig. Vom östlich gelegenen Tagebau Espenhain wurde der Tagebau nur durch den Korridor der Fernverkehrsstraße 2 und der Bahnstrecke Leipzig–Hof getrennt. Auf der renaturierten Fläche des Tagebaus befindet sich der Zwenkauer See.

## Geschichte
1921 begann die Aktiengesellschaft Sächsische Werke mit dem Aufschluss eines Tagebaus südwestlich von Böhlen (damals Amtshauptmannschaft Leipzig), aus dem ab 1924 Braunkohle für den Betrieb einer Brikettfabrik und eines Kraftwerks gefördert wurde.
Der Aufschlussabraum des Tagebaus wurde auf die Hochhalde Lippendorf gefahren. Hier war auch eine Ringspülkippe in Betrieb, deren Damm am 24. Juni 1927 brach und eine Umweltkatastrophe auslöste. Die Dörfer Spahnsdorf und Lippendorf wurden teilweise zerstört und die Abraum- und Kohleausfahrt des Tagebaus musste umprojektiert werden.
Am 10. Januar 1930 ging die 50 Meter hohe Förderbrücke zum Transport des Abraums von der Aufschlussseite zur Abraumseite mit einer Stützweite von 200 Metern in Betrieb. Pro Stunde konnten fast 2000 Kubikmeter Abraum bewegt werden. Abgebaut wurden zwei Kohleflöze mit bis zu 10 bzw. 18 Metern Mächtigkeit.
Am 12. Mai 1937 riss eine Orkanböe die Förderbrücke um und zerstörte sie. Nach nur sieben Monaten Planungs- und sechzehn Monaten Bauzeit konnte die neue Förderbrücke Böhlen II ihre Arbeit aufnehmen. Die Zwischenzeit wurde mit Zugbetrieb überbrückt.
Nach dem Zweiten Weltkrieg ging der Betrieb 1946 als Reparationsleistung in sowjetisches Eigentum über und wurde bis 1952 als Sowjetische Aktiengesellschaft geführt. Nach der Rückgabe an die DDR entstand der Volkseigene Betrieb (VEB) Kombinat Böhlen und ab 22. November 1952 mit dem Namen VEB Kombinat „Otto Grotewohl“ Böhlen (nach dem Ministerpräsidenten Otto Grotewohl).
Durch eine Kippenrutschung auf der Abraumseite kam es 1954 erstmals zu einer Gefährdung der Förderbrücke. In den Folgejahren nahm die Zahl der Rutschungen zu. Das Problem wurde Anfang der 1970er-Jahre durch kleine Stützkippen am Fuß der Hauptkippe behoben, die durch das Öffnen von Zwischenabwürfen von der Förderbrücke erzeugt wurden.
Im Jahr 1969 wurde der Tagebau Böhlen in Tagebau Zwenkau umbenannt und 1971 dem neu gegründeten VEB Braunkohlenkombinat Espenhain (BKK) zugeordnet. In der DDR wurden oft einzelne Betriebsteile zu überregionalen Einheiten zusammengefasst. So hieß der Tagebau ab 1977 VEB Braunkohlenwerk (BKW) Borna, Tagebau Zwenkau. Ab dem 1. Oktober 1980 war das BKW Borna dann ein Kombinatsbetrieb des Volkseigenen Braunkohlenkombinats Bitterfeld, aus dem sich zum 1. Juli 1990 die Vereinigte Mitteldeutsche Braunkohlenwerke AG, die spätere MIBRAG (Mitteldeutsche Braunkohlengesellschaft mbH), gründete.
Mit der Reduzierung der mitteldeutschen Braunkohleindustrie nach dem Ende der DDR wurde auch der Tagebau Zwenkau schrittweise geschlossen. Ab 1994 war der Tagebau zur Überbrückung der zeitweiligen Stilllegung des modernisierungsbedürftigen Tagebaus Vereinigtes Schleenhain an die MIBRAG mbH verpachtet worden. Die Versorgung der bis 1999 außer Betrieb gehenden alten Kraftwerksanlagen konnte in Vorbereitung der Inbetriebnahme des Neubaukraftwerkes Lippendorf somit gesichert werden.
Die außer Betrieb gehenden Tagebaue übernahm die Lausitzer und Mitteldeutsche Bergbau-Verwaltungsgesellschaft (LMBV). Im Dezember 1998 ging die Förderbrücke außer Betrieb. Danach erfolgte die Restauskohlung. Der Tagebau Zwenkau wurde als letzte Förderstätte der LMBV im Mitteldeutschen Revier mit der Ausfahrt des letzten Kohlenzuges am 30. September 1999 stillgelegt.

## Abbauverlauf

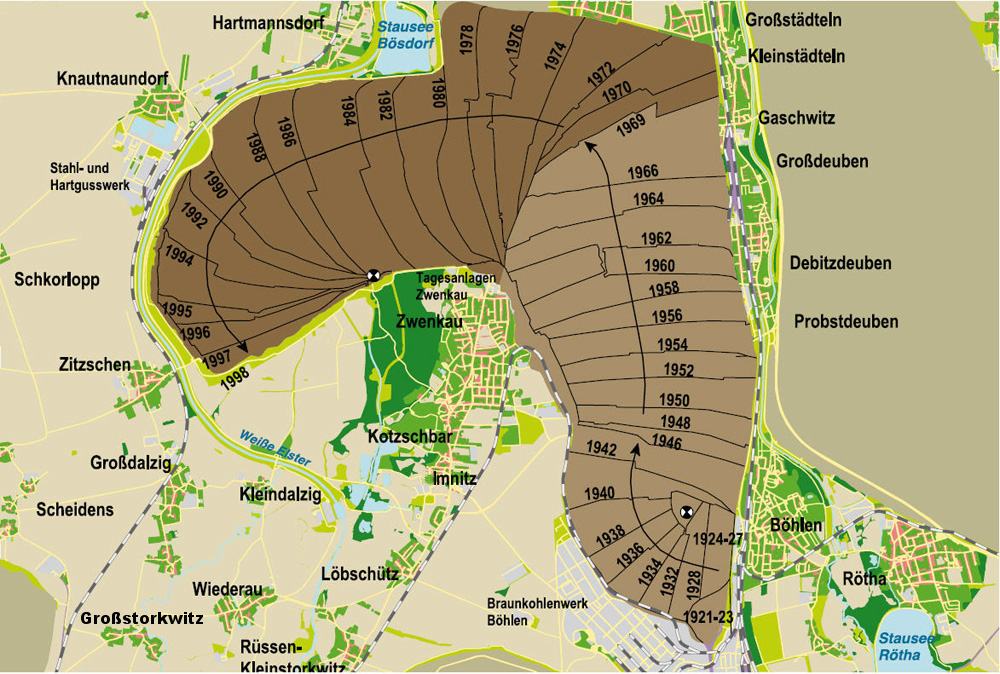
Der zeitliche Verlauf des Tagebaus – hellbraun als Tagebau Böhlen, dunkelbraun als Tagebau Zwenkau

Der Aufschlussabbau verlief zunächst in westlicher Richtung und schwenkte dann bis 1940 nach Norden um. In dieser Richtung dehnte sich der Tagebau bis zum Ende der 1960er-Jahre zwischen Zwenkau und den Orten längs der Pleiße von Böhlen bis Gaschwitz aus. Als erstes Dorf fiel Zeschwitz dem Tagebau zum Opfer. Dann folgte das große Waldgebiet der Harth, durch das die Eisenbahnlinie Gaschwitz–Zwenkau verlief. Diese wurde 1957 stillgelegt. Von den Siedlungen entlang der Pleiße waren jeweils die westlichen Ortsteile betroffen.
Ende der 1960er-Jahre wurde die direkte Straßenverbindung von Leipzig nach Zwenkau (Fernverkehrsstraße 2) unterbrochen und die Tagebaurichtung drehte bis Mitte der 1970er-Jahre auf West. In dieser Richtung wurden in den 1980er-Jahren die südliche Hälfte des Elsterstausees sowie die großen Gemeinden Bösdorf und Eythra mit ehemals 1100 bzw. 2100 Einwohnern überbaggert. 1981 zweigte der Tagebau Cospuden vom Tagebau Zwenkau ab.
Zwischen 1972 und 1977 musste die Weiße Elster auf 11 Kilometern Länge zwischen Wiederau und Hartmannsdorf um den Abbaubereich herum verlegt werden (Betonelster). Auch die Bahnstrecke Leipzig–Zeitz wurde neu trassiert. Nach der Drehung auf Süd nach 1985 kam der Abbau 1998 zum Stillstand. Die Förderbrücke, die zunächst noch als technisches Denkmal erhalten werden sollte, wurde im Dezember 2001 gesprengt.
Wegen des Betriebs des Tagebaus Böhlen/Zwenkau wurden folgende Dörfer bzw. Siedlungsteile, die in seinem Einzugsgebiet lagen, aufgegeben und ihre Bewohner umgesiedelt.
- Zeschwitz (1943)
- Großdeuben-West (1956–63)
- Gaschwitz, westliche Teile (1964/65)
- Prödel (1969/70)
- Zwenkau, teilweise (1971–75)
- Cospuden (1973)
- Hartmannsdorf, teilweise (1975)
- Zöbigker, teilweise (1978/79)
- Bösdorf (1980–82)
- Eythra (1983–87)
- Knauthain, teilweise (1984–86)

Insgesamt wurden mehr als 5600 Menschen umgesiedelt. Der Tagebau Böhlen/Zwenkau hat insgesamt 28,6 km² Gelände beansprucht. Es wurden während seines Betriebes 580 Millionen Tonnen Rohbraunkohle gefördert und 1400 Millionen Tonnen Abraum bewegt.

## Rekultivierung

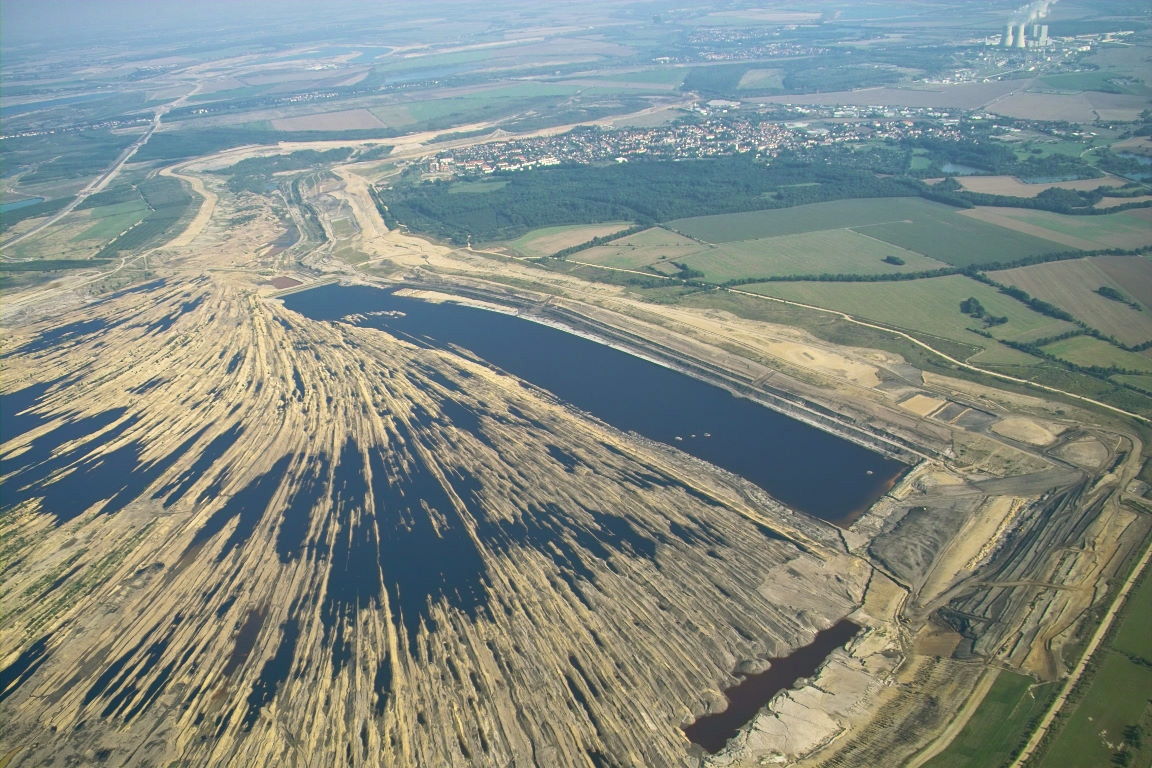
Das Restloch des Tagebaus Zwenkau am Beginn der Flutung zum Zwenkauer See von Westen gesehen, oben rechts Zwenkau (2005)

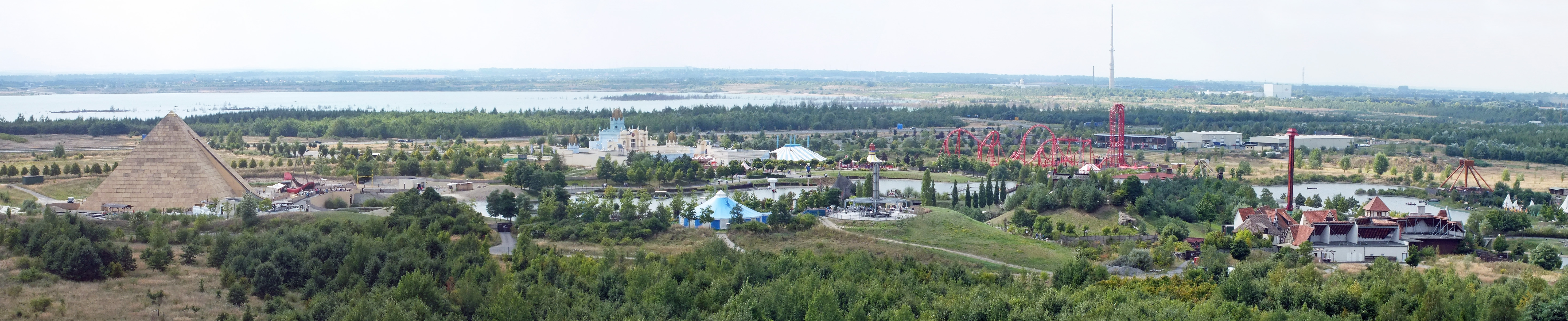
Belantis und im Hintergrund der Zwenkauer See vom Aussichtsturm Bistumshöhe aus gesehen

Die weitere Nutzung der Abbaufläche des stillgelegten Tagebaus Böhlen/Zwenkau ist vielgestaltig. Neben der Auffüllung mit den Abraummassen aus dem eigenen Betrieb kamen zwischen 1960 und 1975 noch insgesamt 95 Millionen Kubikmeter aus dem Aufschlussabraum des nahe gelegenen Tagebaus Peres dazu, die über eine 14 Kilometer lange Bandanlage und einen Bandabsetzer ans Ziel gelangten. So konnten als Bergbaufolgelandschaft schon relativ frühzeitig ehemalige Aufschlussflächen bis auf die Tagebaueinfahrt für Ackerland und Waldgebiet zurückgewonnen werden. Als die Verlegung der Fernverkehrsstraße 2 anstand, konnte diese von Großdeuben nach Zwenkau bereits über ehemaliges Tagebaugelände geführt werden.
Eine wesentliche Intensivierung der Rekultivierung wurde nach 1994 erreicht, als diese der Lausitzer und Mitteldeutschen Bergbau-Verwaltungsgesellschaft (LMBV) übertragen wurde. Ein großes Gebiet des östlichen Abraumareals, das etwa der Fläche des ehemaligen Waldgebietes Harth entspricht, wurde mit Mischwald aufgeforstet und trägt den Namen Neue Harth.
Das Volumen der ausgeräumten Kohle wird, wie auch bei anderen Tagebauen, durch Wasser ersetzt, und es entstehen Seen, wobei der wesentlichste Aufwand für die Sicherung der Ufer gegen Böschungsrutschungen betrieben werden muss. Der Nordteil des Tagebaus Zwenkau bildet zusammen mit dem Tagebau Cospuden den Cospudener See, der bereits im Jahre 2000 fertiggestellt wurde, und der nun ein beliebtes Naherholungsziel ist.
Das zuletzt betriebene Abbaugebiet in einem Bogen nördlich um Zwenkau nimmt heute der Zwenkauer See ein. Dieses Restloch wurde mit Wasser aus der Entwässerung der noch aktiven Tagebaue Profen und Vereinigtes Schleenhain sowie der Weißen Elster und der Pleiße geflutet und am 9. Mai 2015 zur touristischen Nutzung freigegeben.
Zwischen dem Cospudener und dem Zwenkauer See besteht eine breite Landbrücke, über die seit 2006 die Autobahn 38 verläuft. Nördlich der Autobahn, ebenfalls noch auf ehemaligem Tagebaugelände, liegt der Vergnügungspark Belantis.